# Shandong Hi-Speed Kirin
El Shandong Hi-Speed Kirin (en chino, 山东高速麒麟俱乐部) conocido anteriormente como Shandong Heroes es un equipo de baloncesto chino con sede en la ciudad de Jinan, en la región de Shandong, que compite en la división norte de la Chinese Basketball Association (CBA). Disputa sus partidos en el Shandong Sports Center.

## Historia
El equipo se fundó en 1995, con la denominación de Shandong Flaming Bulls (山东火牛), pero cambiaron su nombre por el actual en 2003, en una temporada en la cual el equipo cambió también de sede, disputando 6 partidos en Yantai y otros 5 en Dongying. En 2004 disputaron sus partidos como local en Tai'an, regresando a Jinan en la temporada siguiente.
Su mejor clasificación la alcanzaron en 1998, cuando llegaron a semifinales, terminando finalmente en la tercera posición.

## Jugadores célebres
- Stromile Swift
- Samaki Walker